# Khedive's Star
La Khadive's Star era una medaglia di campagna militare egiziana coniata per ricompensare quanti avessero partecipato alle campagne militari in Egitto tra il 1882 ed il 1889.

## Storia
Dopo lo scoppio della Guerra anglo-egiziana il Regno Unito si scontrò con l'opposizione di Isma'il Pascià il quale era sostenitore dell'indipendenza egiziana dal protettorato britannico. La conclusione del conflitto portò al potere il figlio di Isma'il, Tawfīq Pascià, sostenitore del governo britannico, che decise di ricompensare tutti i soldati britannici ed indiani che presero parte agli scontri e che avessero ricevuto dal governo britannico l'Egypt Medal.

## Descrizione
La medaglia è costituita da una stella di cinque punte avente in centro un tondo con impressa l'immagine frontale della sfinge e con sfondo le piramidi. Il tutto entro un anello riportante la scritta "EGYPT 1882" e sotto il corrispondente arabo. Il retro presenta il monogramma di Tawfiq Pascià coronato e circondato dalla sua titolazione occidentale. Il tenente al nastro è costituito da una mezzaluna e da una stella.
Il nastro era completamente blu.